# Nick Sogard
Nicholas John Sogard (Los Ángeles, California, 9 de septiembre de 1997), más conocido como Nick Sogard, es un jugador profesional estadounidense de béisbol que se desempeña en la posición de segunda base en Boston Red Sox, equipo de las Grandes Ligas de Béisbol (MLB).

## Carrera
En 2024, Sogard hizo su debut en la MLB con el equipo Boston Red Sox, donde lleva jugando una temporada.